# Rhynchoribates obtusus
Rhynchoribates obtusus är en kvalsterart som beskrevs av Sandór Mahunka 1985. Rhynchoribates obtusus ingår i släktet Rhynchoribates och familjen Rhynchoribatidae. Inga underarter finns listade i Catalogue of Life.